# Porites desilveri
Porites desilveri is een rifkoralensoort uit de familie van de Poritidae. De wetenschappelijke naam van de soort is voor het eerst geldig gepubliceerd in 2002 door Veron.